# Xylosma prunifolium
Xylosma prunifolium är en videväxtart som först beskrevs av Carl Sigismund Kunth, och fick sitt nu gällande namn av August Heinrich Rudolf Grisebach. Xylosma prunifolium ingår i släktet Xylosma och familjen videväxter. Inga underarter finns listade i Catalogue of Life.